# 婚活探偵
『婚活探偵』（こんかつたんてい）は、大門剛明による連作短編集。2017年6月23日に双葉社から刊行されたのち、2020年5月14日に文庫化された。元敏腕刑事の探偵であり、ハードボイルドを名乗りながら、女性とまともに付き合ったことがない草食系の黒崎竜司が様々な困難に巻き込まれながらも結婚という道を極めるために悪戦苦闘する姿を描く。

## 登場人物
黒崎竜司（くろさき りゅうじ）
元刑事で、現在は「ウィンドミル探偵事務所」に在籍する探偵。ハードボイルドを名乗りながら、実はまともに女性と付き合ったことがない草食系。そんな自分を打開しようと結婚相談所に行ったりしている。
八神旬（やがみ しゅん）
ウィンドミル探偵事務所に在籍する探偵であり、黒崎の同僚。正直言って、探偵としての素養はあまりない。　
倉野梓紗（くらの あずさ）
バー「レッド・ベリル」の女性バーテンダー。第1話「嗅ぐ女」に登場。
城戸まどか（きど まどか）
黒崎が通っている結婚相談所「縁 Enishi」の担当アドバイザー。
風見正芳（かざみ まさよし）
黒崎と八神が在籍するウィンドミル探偵事務所の所長。
安田敏子（やすだ としこ）
ウィンドミル探偵事務所の事務員。

## 書誌情報
大門剛明「婚活探偵」
- 単行本：2017年6月23日発売、双葉社、ISBN 978-4-575-24039-9
- 文庫本：2020年5月14日発売、双葉社、双葉文庫、ISBN 978-4-575-52353-9

## テレビドラマ
2022年1月8日から2月12日まで、毎週土曜日の21時00分 - 21時55分にBSテレビ東京・BSテレ東4K「土曜ドラマ9」で放送された。主演は向井理。「土曜ドラマ9」枠で独自に制作される連続ドラマは『ナイルパーチの女子会』以来約10か月ぶりである。
動画配信では、ひかりTVで配信されている。
映像ソフトの販売では、Blu-rayがベストフィールドから2022年8月26日に発売。

### キャスト（テレビドラマ）
黒崎竜司〈41〉
演 - 向井理
ウィンドミル探偵事務所に在籍する探偵。
城戸まどか
演 - 成海璃子
結婚相談所「縁net」に勤務する婚活アドバイザー。
八神旬
演 - 前田旺志郎
ウィンドミル探偵事務所に在籍する探偵で、黒崎の同僚。
倉野梓紗
演 - 橋本マナミ
黒崎が行きつけにしているバー「レッド・ベリル」のバーテンダー。
風見正芳
演 - マキタスポーツ
黒崎と八神が在籍しているウィンドミル探偵事務所の所長。

#### ゲスト（婚活相手）
第1話
水原菜々子
演 - 堀田茜
結婚相談所に入会した黒崎が初めて出会う婚活相手であり、看護師。
第2話
稲田明歩
演 - 佐津川愛美
商社に勤務している女性。
第3話
沢木麗子
演 - 野波麻帆
黒崎の過去を知る検事。
第4話
若松沙雪
演 - 市川由衣
婚活パーティーで黒崎を気に入った女性。
第5話
高野絵摩
演 - 筧美和子（第6話）
お酒好きという共通点から黒崎との結婚を意識する飲食店勤務の女性。
江田孝子
演 - うらじぬの
黒崎の母親からの強引な薦めでお見合いをする農業を営む女性。

#### ゲスト（その他）
第2話
二階堂光彦
演 - 本多力
実母に婚約者の身辺調査を依頼された息子。
二階堂美沙子
演 - 松本海希
二階堂光彦の母。黒崎に井川由紀菜の身辺調査を依頼する。
井川由紀菜
演 - 新田さちか
二階堂光彦の婚約者。
第3話
黛勢太郎
演 - 堀部圭亮
黒崎の刑事時代の上司。
黛新菜
演 - 岡本夏美
勢太郎の娘。黒崎が警察を辞めた理由を知る依頼人。
田代憲作
演 - velo武田
2年前渋谷東署留置場で青酸カリで服毒自殺。黒崎の退職のきっかけとなった。
第4話
小林
演 - 関口アナン
婚約者の早坂愛海が整形しているか否かの調査を依頼。
早坂愛海
演 - 木野山ゆう
黒崎の調査対象者。
御木本慎也
演 - 大西武志
整形外科・御木本クリニック医院長。
白川龍一
演 - 宇賀神亮介
黒崎との交際を断った若松沙雪が選んだ本交際相手。
黒崎との婚活パーティでのお見合い相手
演 - 大関れいか、もりももこ

御木本クリニック受付
演 - 牧野莉佳
医院長の不倫相手。
第5話
大宮
演 - 諏訪太朗
妻の桜の浮気調査を依頼。
大宮桜
演 - 竹内渉
黒崎の調査対象者。
安井詩織
演 - 辻本みず希
大宮桜の友人。
北川大輝
演 - 松下▽
桜との浮気が疑われたジムのインストラクター。
黒崎洋子
演 - 川口圭子 ※声の出演
黒崎の母。
結婚相談所 縁net受付
演 - 小槙まこ（第6話）

最終話
瀬田裕也
演 - 白石隼也
大企業SETAホールディングスの御曹司。まどかが素行調査を依頼。
安達恵
演 - 大谷凜香
交通事故で亡くなった瀬田裕也のかつての恋人・美羽の妹。

### スタッフ
- 原作 - 大門剛明「婚活探偵」（双葉文庫 / 双葉社刊）
- 監督 - 近藤啓介、久万真路
- 脚本 - 保木本真也、近藤啓介、熊本浩武
- 主題歌 - 河口恭吾「Shibuya」
- 音楽 - 松本淳一
- 技術協力 - アップサイド
- 美術協力 - KHKアート
- ポスプロ - Cinema Sound Works
- 特別協力 - オーネット
- プロデューサー - 稲田秀樹（テレビ東京）、倉地雄大（テレビ東京）、櫻田惇平（ホリプロ）
- 制作 - BSテレビ東京、ホリプロ
- 製作 - 「婚活探偵」製作委員会2022

### 放送日程
| 各話   | 放送日  | サブタイトル                                                 | ラテ欄                                                                        | 使用原作               |
| ------ | ------- | ------------------------------------------------------------ | ----------------------------------------------------------------------------- | ---------------------- |
| 第1話  | 1月08日 | 「嗅ぐ女」 孤独な40男が婚活!? 恋と事件のラブコメ             | 孤独を愛する40男が一転“婚活”に挑む! 事件も恋愛も解決する前代未聞ラブコメ      | 第1話                  |
| 第2話  | 1月15日 | 「若い女」 13歳下女性と婚活 若さの裏の秘密とは……             | 孤独で不器用な40男 13祭下の女性と婚活! 永遠を誓った愛の鐘…若さの裏の秘密とは  | 第2話「頼む女」        |
| 第3話  | 1月22日 | 「暴く女」 敏腕オンナ検事と交際! 黒崎の秘密が発覚            | だれだって寂しい! スゴ腕検事の裏の顔… 黒崎の過去を調べる影 愛とは信じること!  | 第5話                  |
| 第4話  | 1月29日 | 「仮面の女」 人気ナンバー1美女と交際へ! 整形疑惑に揺らぐ心…… | 奇跡の婚活パーティ 人気No.1美女と交際へ 整形疑惑に揺らぐ心…決意のプロポーズ!? | 第4話                  |
| 第5話  | 2月05日 | 「二人の女」 波乱のモテキ到来!? ついに下す結婚の決意         | 波乱のモテ期到来!? LINE誤爆で2人で同日ダブルデートに! 遂に下す結婚の決意      | 第6話                  |
| 最終話 | 2月12日 | 「愛した女」 幸せの鐘は誰に鳴る? 走れ……君のもとへ!           | 衝撃依頼にパニック 理想の男の素顔とは… 幸せの鐘は誰に鳴る? 走れ…君のもとへ!   | 最終話「私が愛した女」 |

| BSテレビ東京 土曜ドラマ9                                                                                        | BSテレビ東京 土曜ドラマ9            | BSテレビ東京 土曜ドラマ9                 |
| 前番組 | 番組名                              | 次番組                                   |
| --- | ----------------------------------- | ---------------------------------------- |
| 執事 西園寺の名推理 （2021年10月30日 - 12月18日） - ※2018年に地上波放送されていた番組を4Kにリマスターして放送） | 婚活探偵 （2022年1月8日 - 2月12日） | 私のエレガンス （2022年4月2日 - 5月7日） |